# Karat (juvelérfirma)
 For alternative betydninger, se Karat. (Se også artikler, som begynder med Karat)
A/S Karat Guld & Gaver (oprindelig A/S Karat Guld & Sølv) er et kooperativt juvelérfirma, stiftet i 1939. Selskabet blev startet på initiativ af det daværende Guld- og Sølvarbejdernes Forbund i Danmark og dets afdelinger i København og Fredericia.
Selskabet ejes af en række fagforbund: Dansk Metal (mere end 10 pct. af aktiekapitalen), FOA - Fag og Arbejde, Nærings- og Nydelsesmiddelarbejder Forbundet, Dansk Funktionærforbund - Serviceforbundet, Dansk EL-Forbund og Fagligt Fælles Forbund.
Formand for selskabet er hovedkasserer i Dansk Metal Torben Poulsen. Direktør er Mitzi Gustavsen, som tiltrådte som direktør den 1. juli 1986.

## Direktion
Denne liste er ufuldstændig; hjælp gerne med at udfylde den.
- 1980-1985: Søren Hansen
- 1986-?: Mitzi Gustavsen